# Омуртаг
Омурта́г (Оморта́г, болг. Омуртаг, лат. Omurtag, Omortag, Мортагон (Мортаг, греч. Μορτάγων), Критагон (Критаг)) — правитель Болгарии с 814 по 831 год, сын Крума.
Имеется ряд надписей на каменных колоннах на греческом языке, где Омуртаг титулует себя «ΚΑΝΑΣΥΒΙΓΙ» (канасюбиги) , где первая часть (κανα) читается как хан, а вторая (συβιγι) — господин или начальник войска. Однако некоторые исследователи второй компонент переводят как великий.

## Биография

### Отношения с Византийской империей
После смерти хана Крума наступил момент нестабильности в Болгарском ханстве. Мнения историков противоречивые, и есть несколько вариантов произошедшего. После внезапной странной смерти хана Крума осталась огромная армия и осадные машины, приготовленные для взятия Константинополя. Из нескольких исторических свидетельств известно, что управлять страной стали трое — Дукум, Диценг и Цок. Вероятно, они были военачальниками Крума. Или каждый из них становился ханом на короткий срок, или они вместе осуществили временное управление страной. Наиболее вероятной принята точка зрения профессора Васила Гюзелева, которая состоит в том, что управление принял хан Омуртаг после короткого периода смуты и дестабилизации верхушки власти в Болгарии.
В наследство от хана Крума новый правитель Болгарии получил незаконченную войну с Византией. Он продолжает опустошать византийские земли, но в том же 814 году в решающем сражении при Месембрии с войсками Льва V болгары потерпели поражение и зимой 815/816 года были вынуждены подписать мирный договор с Византией.
25 декабря 820 года император Лев V был убит заговорщиками, и на трон сел новый император Михаил II Травл. Византийский полководец Фома Славянин не признал нового правителя и в декабре 821 года руководимые им мятежники с суши и моря осадили Константинополь. Хан Омуртаг пришёл на помощь Михаилу и разгромил восставших.

### Отношения с империей франков
В 818 году славянские племена абодриты (восточная ветвь ободритов), браничевцы и тимочане, живущие по среднему течению Дуная, отделяются от Болгарской державы, собираясь найти поддержку в империи Франков. До 826 года Омуртаг безуспешно ведет переговоры с императором франков Людовиком I Благочестивым. После провала переговоров он совершает походы (в 827 и 829 годах) против славян среднего Подунавья. Одержав победу, он ставит своих доверенных лиц на место взбунтовавшихся славянских князей (в княжестве Савия (Паннонская Хорватия) князем был поставлен Ратомир) и основывает на болгаро-франкской границе пять civitates (вероятно, административно-военные области). Отношения между болгарами и франками были улажены после подписания мирного договора в 830 году.

### Внутренняя политика
После восстания дунайских славян Омуртаг упраздняет автономию славян и проводит административно-территориальную реформу. Страна была разделена на комитаты, во главе которых были поставлены комиты. Также хан реформирует армию. Войско было разделено на постоянную дружину и ополчение, призываемое в случае войны.

### Строительство

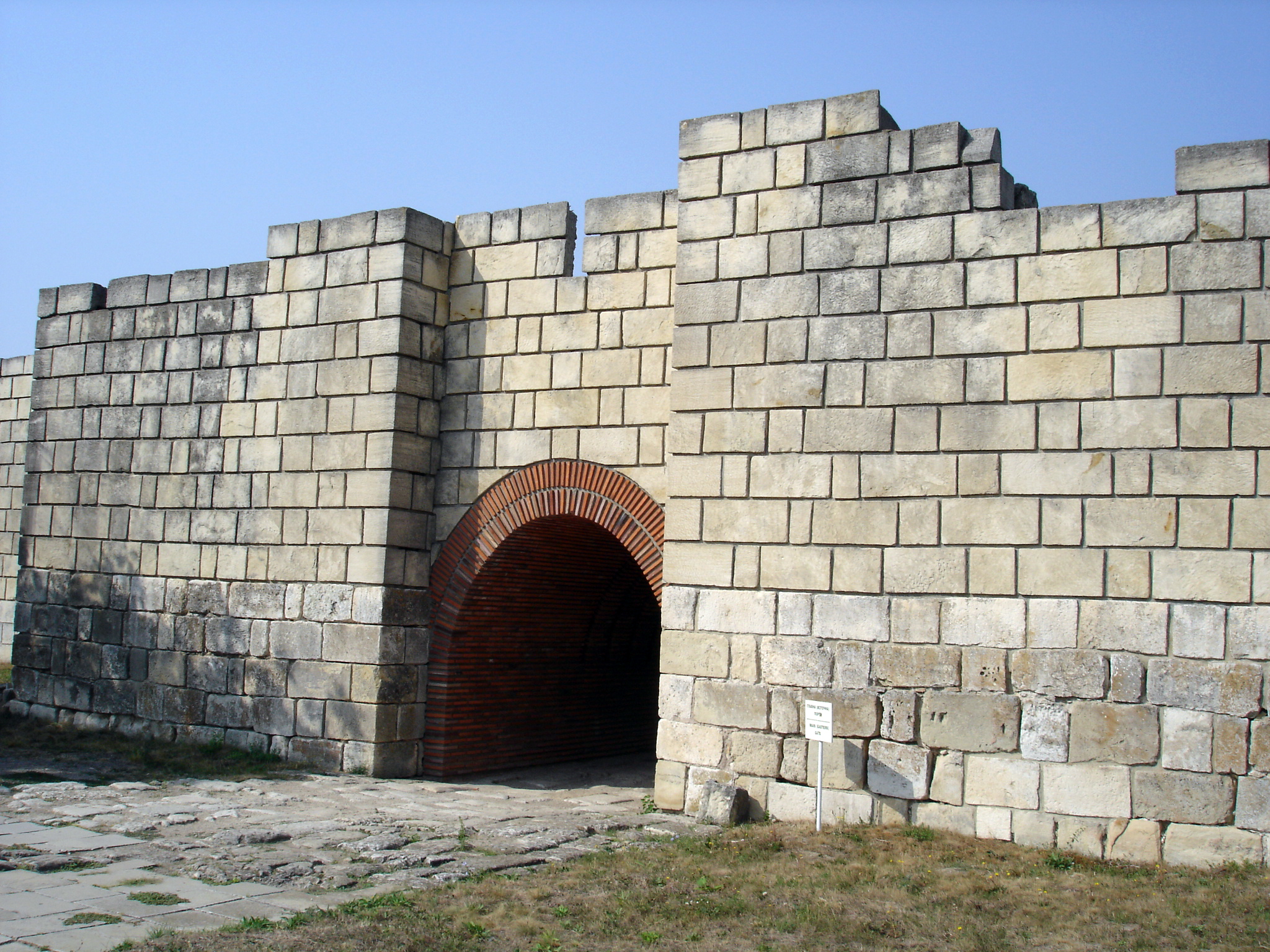
Ворота крепости Плиски

В правление Омуртага по всей Болгарии развернулось большое строительство. Была восстановлена столица Болгарии Плиска, разрушенная в 811 году императором Никифором. Там был построен новый дворец, языческий храм, обновлены городские укрепления. Был выстроен новый дворец на Дунае, о чём повествует надпись, высеченная на колонне. Надпись гласит:
Великий хан Омуртаг, пребывая в старом дворце своем, воздвиг преславный дом на Дунае и, измерив расстояние между двумя всеславными дворцами, насыпал посредине курган. От вершины этого кургана до моего старого дворца аула — двадцать тысяч оргий, и до Дуная — двадцать тысяч оргий. Сам же курган всеславен. Как бы хорошо ни жил человек, он умирает, и рождается другой. И пусть рожденный после нас, увидев это, вспомнит его создателя. А имя владетеля — Омуртаг, великий хан. Да благословит его Бог прожить сто лет.

### Гонения на христиан

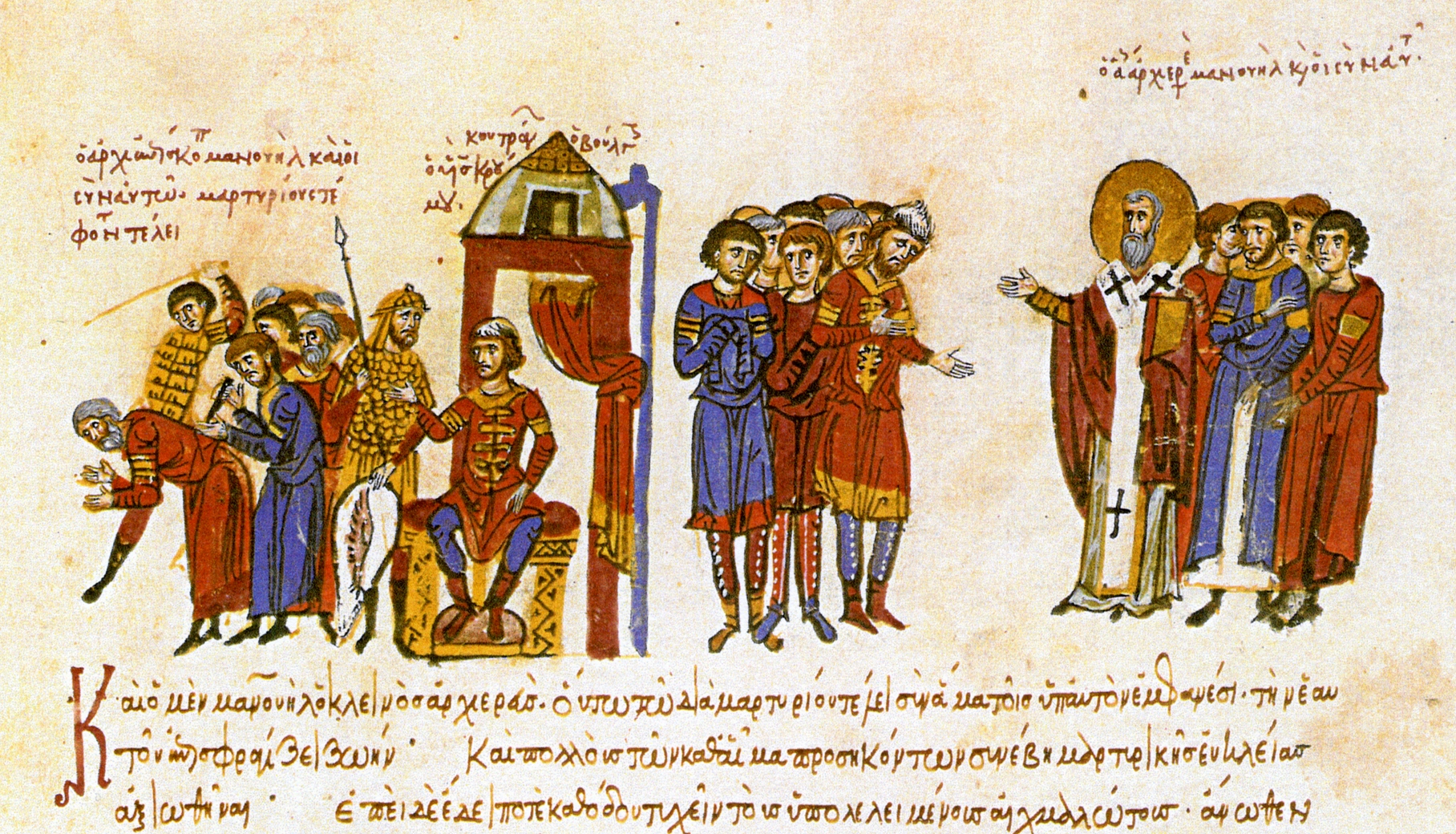
Омуртаг приказывает казнить христиан. Миниатюра из хроники Иоанна Скилицы, XII век

Христианство правящим классом Болгарии воспринималось как религия врага, Византийской империи, и подвергалось гонениям.
Во время преследований погибло более 370 видных христиан, среди которых особенно выделялись епископ Никейский Леонтий, клирики Гавриил и Сионий, чьи головы усекли мечом, священник Парод, побитый камнями, и воевода Иоанн.
Наследник престола Енравота, старший сын хана Омуртага, из-за симпатий к христианам был лишён трона. Позднее он был осужден и казнён уже после смерти Омуртага, став первым болгарским мучеником.